# Temple protestant de Jarnac
Le temple protestant de Jarnac est un lieu de culte situé 16 rue Abel Guy à Jarnac, en Charente. La paroisse du Cognaçais, qui gère également le temple de Cognac et celui Segonzac, est membre de l'Église protestante unie de France. C'est le plus ancien temple toujours en exercice dans la région, élevé à cet emplacement en 1761.

## Historique

### Premier temple
En 1534, le Réformateur français Jean Calvin (1509-1564) s'installe dans la région. Il réside à Angoulême, et prêche dans les villes qui bordent la Charente. Certains lieux en gardent la mémoire, comme la Chaire-à-Calvin, un abri sous roche orné de sculptures pariétales datant du Paléolithique. Jeanne d'Albret (1528-1572), fille de Marguerite de Valois-Angoulême et nièce de François Ier, vient à Jarnac avec son fils Henri pour prêcher elle-même les principes du protestantisme devant une foule enthousiaste. Le commerce du vin et du sel attire les marins du nord qui diffusent également les idées de la Réforme. Une Église est dressée à Jarnac par des pasteurs itinérants formés à Genève, comme Philibert Hamelin.
En 1558, le baron Guy Ier Chabot — connu pour le fameux coup de Jarnac — donne aux protestants un bâtiment en ruine depuis la guerre de Cent Ans, 30 rue Basse, qui avait appartenu à l’Église catholique. Ils y construisent leur premier temple. En 1656, ils achètent à côté un presbytère, 28 rue Basse, pour loger le pasteur. Le seigneur de Jarnac Léonor Chabot (1541-1605) adhère publiquement à la Réforme en 1561.
Pendant les guerres de Religion, les armées royales et huguenotes s'affrontent pour la maîtrise de ce territoire. Le 13 mars 1569, durant la bataille de Jarnac, est assassiné le chef de l'armée protestante, Louis Ier de Bourbon-Condé. En mémoire, une colonne monumentale est élevée en 1770 à Triac-Lautrait, et l'avenue centrale de Jarnac s'appelle la rue de Condé. En 1571 est adoptée la Confession de La Rochelle, première confession de foi des Églises réformées en France. Le massacre de la Saint-Barthélemy, le 24 août 1572, rallume la guerre civile. Plus de 10 000 civils protestants sont assassinés, à commencer par l'amiral Gaspard II de Coligny, chef des protestants depuis la mort de Condé. Henri de Navarre, futur Henri IV, prend la tête du parti huguenot. En 1586, Catherine de Médicis (1519-1589) rencontre les chefs du parti protestant au château de Saint-Brice, à 8 km à l'ouest de Jarnac, pour tenter de trouver une issue pacifique. Henri de Navarre est accueilli au château de Jarnac le 11 octobre 1586. La paix n'est établie qu'avec son sacre comme roi de France et la signature de l'édit de Nantes en 1598. En 1589, Léonor Chabot cède une grange attenante au temple, qui est reconstruit en 1603.

### Deuxième temple
Le 14 mai 1610, Henri IV est assassiné par François Ravaillac, un catholique fanatique d'Angoulême. Les rois suivants établissent la monarchie absolue et rognent les libertés accordées par l'édit de Nantes. Le 10 septembre 1627 commence le siège de La Rochelle, ordonné par Louis XIII et commandé par le cardinal de Richelieu. La région est pillée et la place de sûreté protestante capitule le 28 octobre 1628. Sous Louis XIV, les persécutions s'intensifient, avec la généralisation des dragonnades.
À partir de 1663, le prieur de Jarnac François Chabot, oncle du jeune comte Guy-Henry Chabot, entre en procès avec la communauté protestante pour récupérer le temple. Le 24 septembre 1682, le roi décide que le temple doit être détruit et que le terrain doit être rendu à l’Église catholique. Il les exproprie également de leur cimetière de la rue de Tribord, mais leur permet de construire un nouveau temple hors des murs de la ville. Le premier temple n'est pas détruit, mais transformé en grange du prieuré. Le presbytère protestant devient le presbytère catholique de l'Église Saint-Pierre de Jarnac.
Parallèlement, le 24 mai 1683, le duc François VII de La Rochefoucauld rend à la famille de Chabot un terrain au faubourg Saint-Pierre, au lieu dit de Baussay. Deux mois plus tard, le 12 juillet 1683, François Chabot revend ce terrain au Consistoire de Jarnac, au prix surévalué de 1500 livres. Les protestants achètent le même jour un terrain équivalent pour 100 livres, attenant à l'ouest, au lieu dit de Chail. Un temple est construit sur le premier et un cimetière sur le second. Trois mois plus tard, le 14 novembre 1683, le pasteur Jacques Lechantre inaugure ce deuxième temple, situé à l'actuel 22 rue Abel Guy. Il se compose « d'une grande salle pour le culte et d'un cabinet [sacristie] avec sa cheminée ». C'est le dernier temple construit en France, avec la bénédiction de Louis XIV, avant la révocation,.
Le 18 octobre 1685, le roi signe l'édit de Fontainebleau, qui révoque l'édit de Nantes. Le temple est rasé, ce qui est constaté par un acte le 14 mai 1686. La région, caractérisée par le négoce océanique du sel et du vin, et les relations commerciales avec l'étranger, est marquée par l'exil de son élite protestante, dans les pays du Refuge, en Hollande, Royaume-Uni, États-Unis et Afrique du Sud. Des assemblées clandestines, au « Désert », ont lieu aux environs de Pons et de Segonzac, notamment à la Combe des Loges, commune de Saint-Preuil. Des pasteurs itinérants, formés au séminaire de Lausanne, en Suisse, soutiennent les fidèles.

### Troisième temple
Les protestants participent au développement économique de la région. Ils s'investissent en particulier dans le négoce du cognac : ils ont longtemps eu l'interdiction de posséder des terres et vivent en ville, sont en moyenne plus lettrés que la population locale, et ont établi des réseaux familiaux avec la diaspora huguenote. Ainsi, le protestant James Delamain, né en 1738 à Dublin dans une famille huguenote, fonde en 1763 à Jarnac avec Isaac Ranson une maison de négoce qui subsiste jusqu'à aujourd'hui sous le nom de Delamain et de Hine. Les chais de Delamain sont situés à l'emplacement du premier temple de Jarnac.
Dès 1761, une « maison d'oraison » est animée par les pasteurs Louis Gibert, puis Jean Jarousseau, dans l'ancienne grange de Jean Ranson, à deux pas du temple rasé et de son terrain resté en friche. En 1781, une maison est construite sur ce terrain.

À la Révolution française, un quart des habitants de la ville est encore protestant,. Des protestants charentais s'investissent dans la Révolution française, comme le député Gustave Dechézeaux. La liberté de culte est rétablie par la Déclaration des droits de l'homme et du citoyen de 1789. En 1802, par les articles organiques relatif au régime concordataire français, Napoléon Ier reconnaît le culte réformé. Le pasteur Guillaume Berneaud est nommé officiellement en 1805 président du consistoire réformé de Jarnac, lequel regroupe alors tous les temples de la Charente. Il achète en 1807, pour 6 000 francs, la maison construite par Isaac Jacques Dumortier sur l'emplacement du deuxième temple pour y loger avec sa famille. En 1863, maison et terrains sont achetés par Jean Léon Jules Lorrain, dit Beaupré, arrière-grand-père maternel du président François Mitterrand, qui y naît le 26 octobre 1916 — c'est l'actuelle maison natale de François Mitterrand, un musée,.

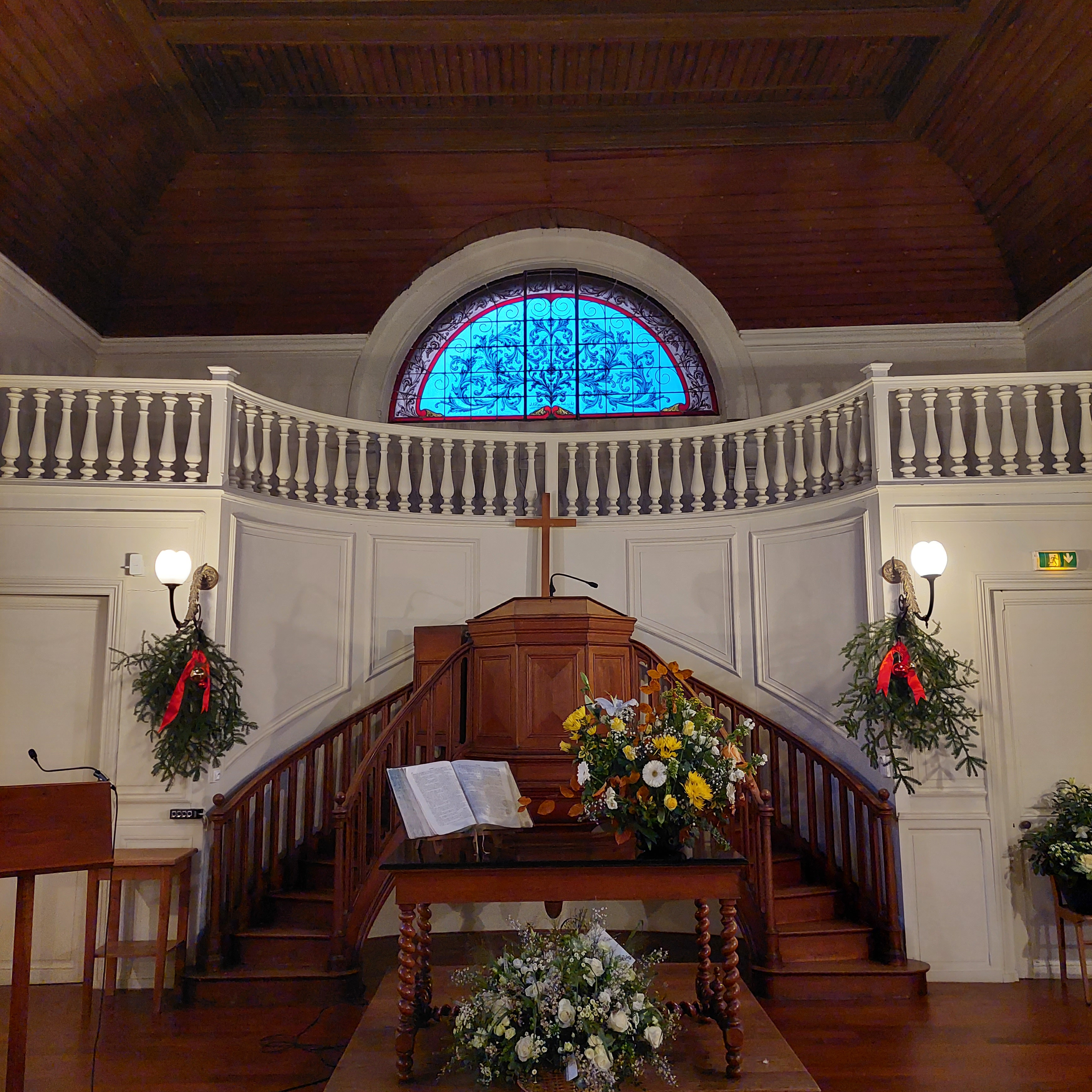
Chaire, table de communion et vitrail principal, décembre 2023.

En 1821, la maison d’oraison construite en 1761 est agrandie et rehaussée et percée de fenêtres en demi-cercle par François Nicolas Pineau (1746-1823), sous le contrôle de l'architecte du département Paul Abadie (père). C'est une des premières constructions protestantes du XIXe siècle en Poitou-Charentes. En 1888, l'architecte Albert Cochot remplace la charpente et réaménage l'intérieur, plafond en forme de vaisseau inversé, sacristie, tribune, mosaïque de marbre dans l'entrée, vitraux.
Le 8 novembre 1891, l'ancienne rue du Faubourg du Chail est rebaptisée rue Abel Guy, du nom d'un fils d'un pasteur de Jarnac, banquier et mécène. À sa mort en 1891, un legs permet de construire un hospice de vieillard, asile Guy-Gauthier, inauguré en 1913, d'acheter l'orgue et entretenir l'école protestante du 7 rue Chabot — aujourd'hui salle presbytérale Léonor Chabot.
Du 24 au 26 octobre 1906, le pasteur Matthieu-A Ducros (père du pasteur de l'Oratoire du Louvre Pierre Ducros) accueille au temple de Jarnac une assemblée de 130 pasteurs et laïcs qui souhaitent la réunification des Églises réformées en France, déchirées entre les courants du calvinisme orthodoxe, du Réveil protestant francophone, et du protestantisme libéral. L'assemblée est préparée par Wilfred Monod, alors pasteur à Rouen. Elle est présidée par le pasteur de Lille Paul Monod, assisté du pasteur de Lyon Schulz et du président du Conseil presbytéral de Jarnac, Édouard Hine. Le pasteur Charles Wagner y fait une allocution remarquée. Se forme alors l'« Union de Jarnac », qui prépare la fondation de l'Église réformée de France en 1938.
En juin 2013, le temple de Jarnac célèbre l'union de l’Église réformée de France et de l'église luthérienne dans la Église protestante unie de France. En août 2021, est installé le pasteur Cyrille Payot, ancien pasteur de l'Église protestante francophone de Washington. Il réside à Saintes, sa femme est pasteure au temple protestant de Saintes.

## Architecture

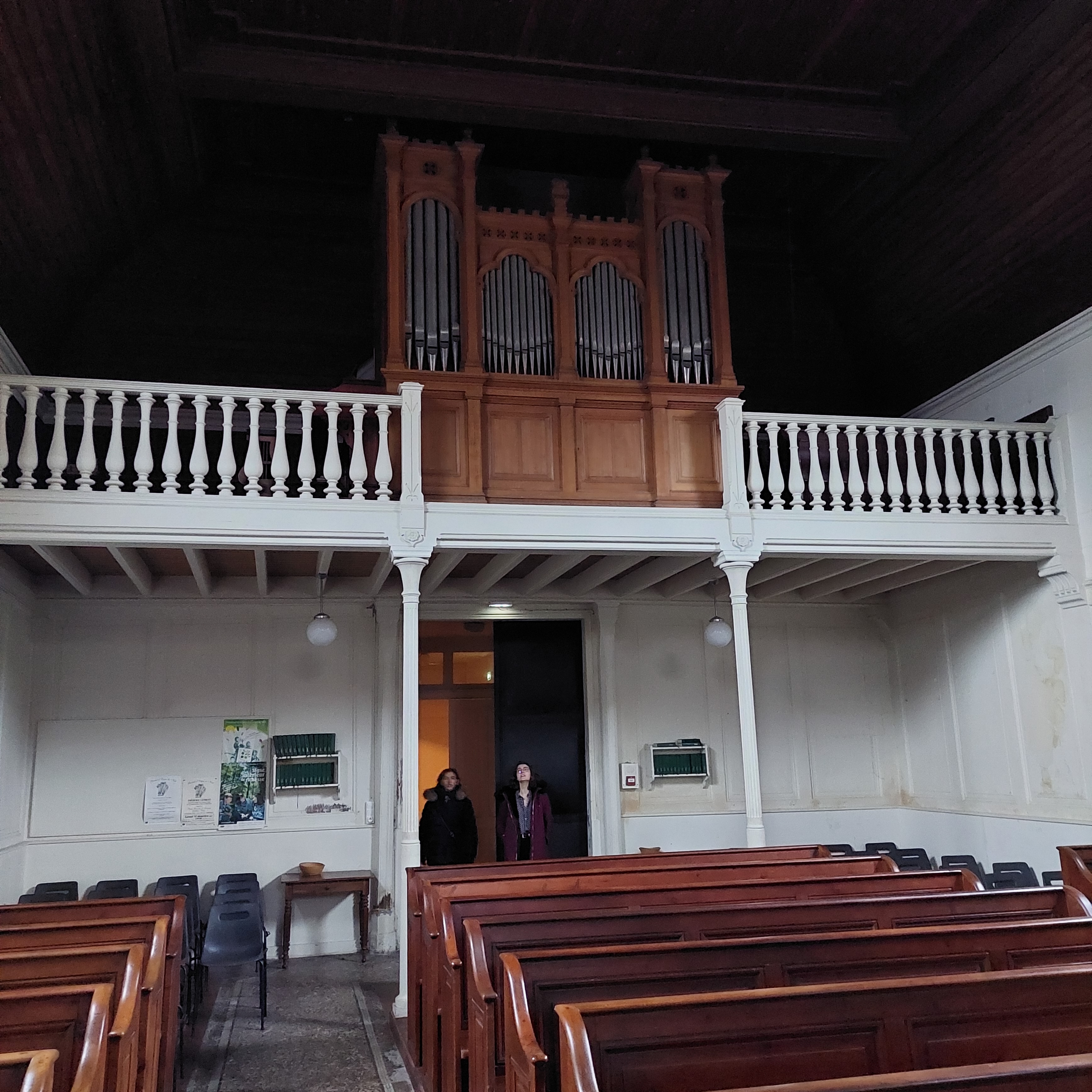
Orgue du temple de Jarnac.

Le temple est un édifice de plan rectangulaire très allongé, de 30 m de long par 10 de large, élevé en pierre de taille. Sa façade néo-classique, inscrite aux monuments historiques en 1998, est ordonnancée. Deux colonnes à pilastre encadrant le porche. Elle ne comporte pas de bas-relief.
L'intérieur est sobre, les fenêtres illuminées de vitraux avec des motifs de feuilles d’acanthe et de grappes de raisin, symbole biblique, liturgique (de la Sainte-Cène) et référence au travail vinicole du cognac (eau-de-vie). Trois rangs de bancs en sapin blond sont alignés face à un ensemble de boiseries comprenant une chaire à prêcher, une balustrade et une table de communion. Un décalogue en pierre de 1694 trouvé à Givrezac est accroché sur le mur de droite. Une mosaïque décore le sol d'entrée.
Un orgue Merklin de Lyon est installé en 1901 sur la tribune d'entrée grâce au legs d'Adolphe Persaud. Composé de sept jeux et onze registres, cet orgue coûte à l'époque 9 500 francs or. Il est inscrit en 2011 à l'inventaire supplémentaire des monuments historiques.